# Janine Pommy Vega
Janine Pommy Vega, née le 5 février 1942 à Jersey City et morte le 23 décembre 2010 à Willow, New York (en), hameau près de Woodstock (New York), est une poétesse américaine, dont le nom reste associé au mouvement littéraire et artistique appelé « Beat Generation ».

## Biographie
Janine Pommy Vega, née Telkowski-Pommy, d'ascendance polonaise et allemande, grandit à Union City, dans le New Jersey. À l'âge de seize ans, inspirée par le roman de Jack Kerouac, Sur la route, elle part pour Manhattan avec une amie Barbara prendre part au mouvement Beat. Elle rencontre Gregory Corso au Cedar Bar puis Allen Ginsberg et Peter Orlovsky avec lequel elle a une liaison. Elle trouve un emploi de serveuse au Café Bizarre.
Le mois de décembre 1962, elle rencontre son futur mari, l'artiste peintre péruvien Fernando Vega. Ils se marient en Israël, puis voyagent ensuite à travers l'Europe, à Paris et en Espagne. Après la mort par overdose de celui-ci à Ibiza en 1965, elle retourne à New York, puis en Californie. Son premier livre, Poems to Fernando est publié par City Lights en 1968. Au début des années 1970 Janine Pommy Vega vit comme une ermite, sur la Isla del Sol situé dans le Lac Titicaca à la frontière de la Bolivie et du Pérou. De cet exil volontaire sortirent, en 1974 Journal of a Hermit et en 1976, Morning Passage.
Dans les années qui suivent son retour aux États-Unis, Janine Pommy Vega publie plus d'une douzaine d'ouvrages, dont en 1997, Tracking the Serpent: Journeys to Four Continents, une autobiographie. Son dernier livre de poèmes est The Green Piano. New Poems en 2005.
Dans les années 1970, elle travaille comme éducatrice dans les écoles, initiant ses élèves aux arts, et, dans les prisons grâce à l'organisation « Incisions/Arts » qu'elle dirigeait. Elle faisait également partie du « Prison Writing Comittee » du Pen club. C'est dans ce domaine, une pionnière du mouvement pour les femmes : elle se dépense sans compter pour améliorer leurs vies et leurs conditions de détention. Elle a passé plus de 25 ans à aider les personnes derrière les barreaux.
Janine Pommy Vega a voyagé de part en part sur le continent américain, dans toute l'Europe et au Moyen-Orient ; la plupart du temps seule. Elle a des amis partout, les regardant tous avec le même naturel, avec amour et compassion.
Depuis 2006, elle vivait à Willow, un petit hameau près de Woodstock. Elle partagea ses onze dernières années avec le poète Andy Clausen, prenant soin de son jardin quand elle ne parcourait pas le monde pour y donner sa poésie engagée et magnétique. Janine Pommy Vega a continué d'écrire, de donner des lectures, et de combattre pour les droits de l'homme jusqu'à sa mort.

## Œuvres
- Poems to Fernando, San Francisco, City Lights Books, 1968.
- Journal of a Hermit, New York, Cherry Valley Editions, 1974.
- Morning passage, New York, Telephone Books, 1976
- Here at the Door, Brooklyn, NY, Zone Press, 1978.
- The Bard Owl, New York, Kulchur Press, 1980.
- Apex of The Earth's Way, Buffalo, NY, White Pine Press, Maloney, Ed., 1984.
- Drunk on a Glacier, Talking to Flies, Santa Fé Tooth of Time Books, 1988.
- Skywriting, San Francisco, City Lights Books, 1988.
- Candles Burn in Memory Town. Poems from Both Sides of the Wall, New York, 1989.
- Island of the Sun, Green River, Longhouse Arnold, 1991
- Threading the Maze, Old Bridge New-Jersey, Cloud Mountain, 1992.
- Red Bracelets, Chester, NY, Heaven Bone Press, 1993
- The Road to Your House Is A Mountain Road, Arcidosso - Italie, Landes-Levi, 1995.
- Tracking the serpent : journeys to four continents, City Lights Books, 1997, 192 p. (ISBN 978-0-87286-327-9, lire en ligne)
- Mad dogs of Trieste : new & selected poems, David R. Godine Publisher, 2000, 272 p. (ISBN 1-57423-127-8, lire en ligne)
- The Walker, Woodstock, NY, Mirabito, 2003.
- The green piano. New poems, David R. Godine Publisher, 2005, 144 p. (ISBN 1-57423-207-X, lire en ligne)
- (avec Bob Holman et Sylvia Kelly) Estamos Aquí. Poems by Migrant Farmworkers, YBK Publishers, 2007, 116 p.
- from "Janina [Janine Pommy Vega] – Visions, Tales, Lovesongs" – compilé et édité par Bob Arnold (part 1) (part 2) Dispatches from the Poetry Wars, 7 octobre 2017

## Sources
- (en) Cet article est partiellement ou en totalité issu de l’article de Wikipédia en anglais intitulé « Janine Pommy Vega » (voir la liste des auteurs).